# Marac
Marac är en kommun i departementet Haute-Marne i regionen Grand Est (tidigare regionen Champagne-Ardenne) i nordöstra Frankrike. Kommunen ligger i kantonen Langres som tillhör arrondissementet Langres. År 2022 hade Marac 210 invånare.

## Befolkningsutveckling
Antalet invånare i kommunen Marac
| Referens: INSEE |